# Diócesis de Cần Thơ
La diócesis de Cần Thơ (en latín: Dioecesis Canthoën(sis) y en vietnamita: Giáo phận Cần Thơ) es una circunscripción eclesiástica latina de la Iglesia católica en Vietnam, sufragánea de la arquidiócesis de Ho Chi Minh. La diócesis tiene al obispo Stephanus Tri Buu Thien como su ordinario desde el 17 de octubre de 2010. 

## Territorio y organización
La diócesis tiene 14 423 km² y extiende su jurisdicción sobre los fieles católicos de rito latino residentes en el municipio de Cần Thơ (excepto los distritos de Thốt Nốt y Vĩnh Thạnh) y en las provincias de Hậu Giang, Sóc Trăng, Bạc Liêu y Cà Mau.
La sede de la diócesis se encuentra en la ciudad de Cần Thơ, en donde se halla la Catedral del Sagrado Corazón de Jesús.
En 2019 en la diócesis existían 149 parroquias.

## Historia
El vicariato apostólico de Cần Thơ fue erigido el 20 de septiembre de 1955 con la bula Quod Christus del papa Pío XII, obteniendo el territorio del vicariato apostólico de Nom Pen.
El 24 de noviembre de 1960 el vicariato apostólico cedió una parte de su territorio para la erección de la diócesis de Long Xuyên mediante la bula Christi mandata del papa Juan XXIII y al mismo tiempo fue elevado a diócesis con la bula Venerabilium Nostrorum.

## Estadísticas
De acuerdo al Anuario Pontificio 2020 la diócesis tenía a fines de 2019 un total de 190 633 fieles bautizados.
| Año                                                                             | Población            | Población | Población      | Sacerdotes | Sacerdotes    | Sacerdotes    | Bautizados por sacerdote | Diáconos permanentes | Religiosos | Religiosos | Parroquias |
| Año                                                                             | Bautizados católicos | Total     | % de católicos | Total      | Clero secular | Clero regular | Bautizados por sacerdote | Diáconos permanentes | Varones    | Mujeres    | Parroquias |
| ------------------------------------------------------------------------------- | -------------------- | --------- | -------------- | ---------- | ------------- | ------------- | ------------------------ | -------------------- | ---------- | ---------- | ---------- |
| 1970                                                                            | 85 247               | 1 570 071 | 5.4            | 85         | 83            | 2             | 1002                     |                      | 35         | 229        | 47         |
| 1973                                                                            | 88 680               | 1 763 000 | 5.0            | 95         | 93            | 2             | 933                      |                      | 25         | 330        | 22         |
| 1994                                                                            | 138 594              | 4 478 000 | 3.1            | 116        | 115           | 1             | 1194                     |                      | 2          | 369        | 119        |
| 2000                                                                            | 154 830              | 4 481 931 | 3.5            | 128        | 128           |               | 1209                     |                      | 1          | 379        | 132        |
| 2001                                                                            | 161 564              | 4 798 152 | 3.4            | 137        | 137           |               | 1179                     |                      |            | 377        | 133        |
| 2003                                                                            | 169 267              | 5 126 000 | 3.3            | 148        | 148           |               | 1143                     |                      | 4          | 697        | 128        |
| 2004                                                                            | 176 424              | 5 793 000 | 3.0            | 153        | 153           |               | 1153                     |                      |            | 695        | 131        |
| 2006                                                                            | 181 856              | 4 836 900 | 3.8            | 165        | 165           |               | 1102                     |                      |            | 698        | 131        |
| 2013                                                                            | 187 846              | 5 244 000 | 3.6            | 196        | 190           | 6             | 958                      |                      | 6          | 416        | 147        |
| 2016                                                                            | 183 517              | 5 598 951 | 3.3            | 215        | 204           | 11            | 853                      |                      | 12         | 509        | 148        |
| 2019                                                                            | 190 633              | 5 679 613 | 3.4            | 235        | 221           | 14            | 811                      |                      | 31         | 591        | 149        |
| Fuente: Catholic-Hierarchy, que a su vez toma los datos del Anuario Pontificio. |                      |           |                |            |               |               |                          |                      |            |            |            |

## Episcopologio
- Paul Nguyên Van Binh † (20 de septiembre de 1955-24 de noviembre de 1960 nombrado arzobispo de Saigón)
- Philippe Nguyên-Kim-Diên † (24 de noviembre de 1960-30 de septiembre de 1964 nombrado arzobispo coadjutor de Huê[5])
- Jacques Nguyên Ngoc Quang † (22 de marzo de 1965-20 de junio de 1990 falleció)
- Emmanuel Lê Phong Thuân † (20 de junio de 1990 por sucesión-17 de octubre de 2010 falleció)
- Stephanus Tri Buu Thien, por sucesión el 17 de octubre de 2010